# Al-Tahliastraat
Al-Tahliastraat is een vijf kilometer lange straat in Riyad, de hoofdstad van Saoedi-Arabië. De straat speelt een cruciale rol in het publieke leven. In 2004 heeft de gemeente van Riyad een ambitieus stadsplan genaamd ‘humanising the city’ doorgevoerd. Dit past ook in het landelijke beleid ‘Vision 2030’ dat is geïntroduceerd met het doel de diversificatie op economisch, sociaal en cultureel vlak te bevorderen. Hoewel er lange tijd veel gendersegregatie was in het land, is dat nu langzaam door het nieuwe beleid aan het veranderen. Al-Tahliastraat is hier een voorbeeld van.

## Geschiedenis
De oorsprong van Riyad gaat terug tot het begin van de 18e eeuw. In die tijd was Riyad een oasegemeenschap in het hart van de Saoedische woestijn, niets meer dan een handels- en ontmoetingsplaats voor lokale stammen. Er was geen sprake van moderne infrastructuur, slechts traditionele huizen en smalle straten.
In 1932 veranderde dit toen Koning Ibn Saud het moderne Saoedi-Arabië stichtte. Onder zijn heerschappij begon Saoedi-Arabië en dus ook Riyad snel te moderniseren. In de jaren vijftig en zestig begonnen stadsplanners met het ontwikkelen van de stad en werd de infrastructuur verbeterd.
Al-Tahliastraat was een van de belangrijkste ontwikkelingen van deze periode. Aanvankelijk was de straat redelijk eenvoudig en bestond uit kleine winkels en lokale eetgelegenheden, vooral gericht op de behoeftes van de lokale bevolking. In de jaren tachtig en negentig begon Saoedi-Arabië enorme welvaart te vergaren door middel van de olie-inkomsten die het land genereerde. De enorme stijging van welvaart zorgde ervoor dat Riyad transformeerde van een bescheiden handelszone tot een prestigieuze bestemming. Dit zorgde voor een snelle commercialisering van Riyad, met als speerpunt hiervan de Al-Tahliastraat. De straat werd omgevormd door de bouw van grote winkelcentra, internationale restaurants en luxe hotels. Afgelopen jaren is de Al-Tahliastraat hét schoolvoorbeeld geworden van de modernisering die Saoedi-Arabië de laatste tijd heeft doorgemaakt.

## Fysieke omschrijving
Al-Tahliastraat is een van de meest belangrijke ontmoetingsplekken voor Saoedi's in Riyad. De straat heeft een lengte van 5 kilometer en een breedte van 60 meter, waarbij de stoepen aan beide kanten 15 tot 20 meter breed zijn. Hierdoor is de straat ideaal voor voetgangers. De straat is verdeeld in vier zones. In zone 1 bevinden zich met name koffiehuizen, winkels en restaurants, in zone 2 kantoren, in zone 3 bouw- en keukenwinkels, en in zone 4 staan exclusieve woonwijken. Door de versieringen, lichten, nachtelijke sfeer, evenementen en activiteiten wordt de straat zowel door inwoners als expats bezocht.
Door de nieuwe overheidsreguleringen zijn er in zone 1 brede stoepen gekomen waardoor er veel voetgangersverkeer is. De brede stoepen worden onder andere gebruikt voor buitenterrassen van restaurants, waardoor de straat een attractie is geworden en een plek waar men eet, vrienden ontmoet of gaat winkelen. De straat wordt daarom ook wel de "Champs-Élysées van Riyad’’ genoemd, of de ‘’straat van jongeren’’.

## Samenkomstplek en functie

### Veranderend beleid
Saoedi-Arabië is sinds enkele jaren een nieuwe koers aan het varen, waarbij radicale hervormingen binnen domeinen zoals vrouwenrechten, sociale normen, economie, maar ook de stadsplanning van het land aangepakt worden.
De Saoedische stad Riyad ervaart een jaarlijkse bevolkingstoename van 8,1 procent. Door deze toename aan mensen is de stad beïnvloed door de modernistische planningsbenadering van de jaren zeventig van de 20ste eeuw. Bij deze benadering werden straten door mensen gebruikt enkel om zich te verplaatsen, en niet als samenkomstplek. Mede dankzij druk vanuit beleidsmakers over de invloed van de hoge bevolkingsgroei op de openbare voorzieningen werd er een nieuw project opgezet door de prins Abdulaziz bin Mohammad bin Ayyaf. Sinds deze beleid- en overheidsveranderingen heeft een verschuiving plaatsgevonden van shoppingmalls naar openbare straten als plek van samenkomst.

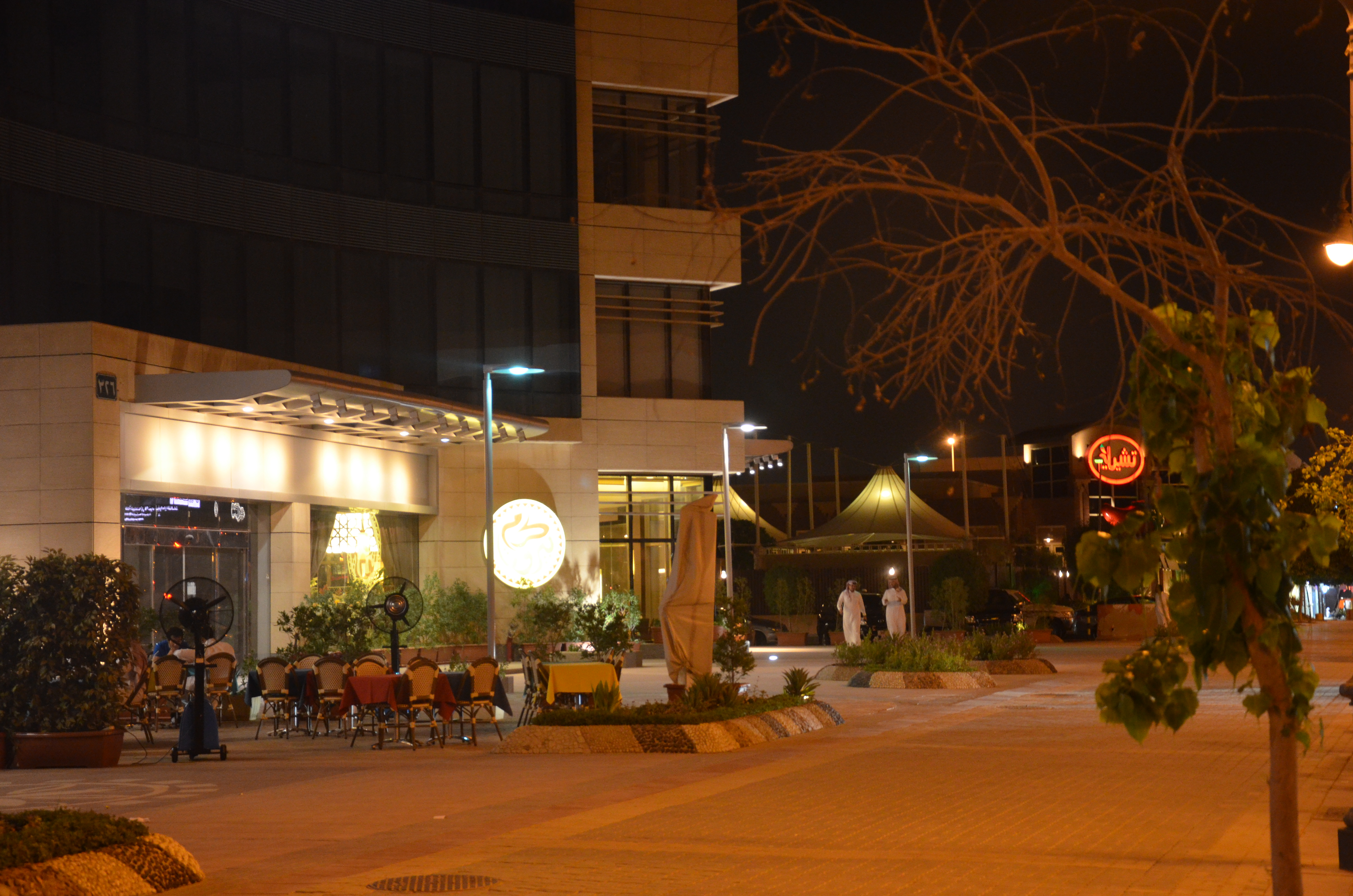
Restaurant aan al-Tahlia

#### Humanising the city
Het “Humanising the City”-programma dat door de gemeente Riyad is geïmplementeerd in begin 2000 is een ambitieus stadsplan waarbij aanpassingen van het straatbeeld, zoals bredere stoepen, zouden moeten zorgen voor meer sociale samenkomst. Binnen dit plan zijn 61 straten van de Saoedische stad voetgangersvriendelijk gemaakt. Al-Tahliastraat staat model voor sociale samenkomst in Riyad en wordt als voorbeeld gebruikt voor andere stadsplannen. Bovendien is de straat onderdeel van het moderniseringsprogramma over het “humanising” van Riyad door de gemeente Riyad. Het moderniseren van de straat betekent in concrete zin dat er culturele evenementen worden georganiseerd, waardoor de straat niet alleen een sociale maar ook culturele significantie heeft verkregen.

#### Vision 2030

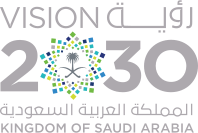
Logo Saudi Vision 2030

Het “Saudi Vision 2030”-programma is een overheidsprogramma dat aangekondigd is in 2016 door de Saoedische regering in samenspraak met de Saoedische kroonprins en ministerpresident Mohammed bin Salman. Dit grootschalige moderniseringsprogramma heeft als doel om Saoedi-Arabië minder economisch afhankelijk te maken van reserves door het aantrekken van toerisme door de economie te diversifiëren. Dit programma heeft ook betrekking op de stedelijke ruimte, zoals van Al-Tahliastraat. Door middel van de implementatie van maatregelen zoals het afschaffen van gescheiden ingangen in restaurants, wordt invloed uitgeoefend op het gebruik van de ruimte. Hervormingen zoals deze die het beleid van gendersegregatie veranderen, kunnen de praktijken die mannen en vrouwen uitoefenen in de straten van Riyad, waar Al-Tahliastraat een centraal onderdeel van is, veranderen.

### Genderdynamiek
Al-Thaliastraat speelt een cruciale rol in het publieke leven en de opbouw van de straat heeft effect op de sociale, economische, politieke en culturele functies van de stad. De leefbaarheid van een stad kan verschillende factoren beïnvloeden, waaronder sociale en fysieke problemen. In Saoedi-Arabië is de straat een van de enige plekken waar zowel mannen als vrouwen elkaar kunnen treffen. Dit heeft te maken met overheidsregulering waarin staat dat alleen mannen op buitenterrassen mogen zitten. In restaurants zijn specifieke secties voor families en voor alleenstaande mannen. Mede hierdoor is de stoep een plek geworden voor samenkomst en bepalen sociaal-culturele normen, gendertradities en religieuze regulering hoe de straat is ingedeeld.
Daarnaast is er ook onderzoek gedaan naar de man-vrouwverhouding op Al-Tahliastraat. Het aantal voetgangers op straat is ongeveer 354 per dag, waarbij 45% vrouw en 55% man is. Van het aantal vrouwen dat op straat liep, had 82% een specifiek doel waarbij de stoep slechts fungeert als plek om van A naar B te komen. De overige 18% van de vrouwen was aan het wandelen zonder specifiek doel (ook wel strolling genoemd). Bij mannen was dit 64%.

### Kritiek op Al-Tahliastraat
Er is ook kritiek op de opbouw van Al-Tahliastraat door het feit dat het een plek is waar mannen en vrouwen elkaar kunnen treffen. De Saoedische overheid probeert het imago van de straat dat wordt gezien als een uitlaatklep voor jongeren te veranderen naar een culturele ontmoetingsplek. Dit wordt gedaan door onder andere culturele evenementen te organiseren waar men artistieke en cognitieve momenten kan beleven. Hierdoor is de straat sociaal en cultureel controversieel geworden, waarbij kritiek zich richt op de schendingen van sociale en religieuze normen.